# Campeonato Tocantinense de Futebol de 2009 - Segunda Divisão
O Campeonato Tocantinense de Futebol da Segunda Divisão de 2009 foi a primeira edição da competição de futebol do estado de Tocantins. Inicialmente, o campeonato teria a participação de 12 equipes inscritas, porém houve o afastamento de Kaburé (por questões financeiras), AA Araguaçuense (pela falta de estádio para a realização de treinos e das partidas da competição) e Tocantins (punido pela Federação Tocantinense de Futebol e CBF pelos problemas relacionados com a participação no Campeonato Brasileiro da Série D, quando deixou de pagar taxas de arbitragens). Posteriormente, houve a inclusão do Juventude de Dianópolis.
A primeira edição teve início no dia 5 de setembro, com a participação de dez equipes dividas em dois grupos de cinco clubes. Quatro equipes de cada grupo se classificaram para a fase seguinte em sistema mata-mata. Apenas os dois finalistas garantiram acesso à primeira divisão em 2010. O campeão foi o Interporto.

## Participantes
| Equipe             | Cidade               | Em 2008/09       | Participação |
| ------------------ | -------------------- | ---------------- | ------------ |
| Atlético Cerrado   | Paraíso do Tocantins | (Não Participou) | 1ª           |
| Aureny III         | Palmas               | (Não Participou) | 1ª           |
| Colinas            | Colinas do Tocantins | (Não Participou) | 1ª           |
| Guaraí             | Guaraí               | (Não Participou) | 1ª           |
| Inove              | Palmas               | (Não Participou) | 1ª           |
| Interporto         | Porto Nacional       | (13º A - 2008)   | 1ª           |
| Juventude          | Dianópolis           | (7º A - 2009)    | 1ª           |
| Rio Sono           | Rio Sono             | (Não Participou) | 1ª           |
| São José           | Palmas               | (12º A - 2008)   | 1ª           |
| União Araguainense | Araguaína            | (Não Participou) | 1ª           |

## Primeira fase

### Tabela
Grupo A
| 5 de setembro de 2009 | Interporto | 1 – 0 | Juventude | General Sampaio, Porto Nacional                                                |
| 16:00 (UTC-3)         | Rubsen     |       |           | Árbitro: Jânio Pires Auxiliares: Gilvan Cavalcante e Antônio Francisco Parreão |

| 5 de setembro de 2009 | Aureny III | 1 – 1     | São José   | Nilton Santos, Palmas                                                                |
| 17:00 (UTC-3)         | Samuel 33' | Relatório | Raylon 86' | Público: 211 Árbitro: Luciano Santos Auxiliares: Edilson Frasão e Francisco Casimiro |

| 12 de setembro de 2009 | Juventude                               | 3 – 0 | Aureny III | Dr. Magalhães, Dianópolis |
| 16:00 (UTC-3)          | Gol marcado · Gol marcado · Gol marcado |       |            |                           |

| 12 de setembro de 2009 | São José                                                            | 5 – 0 | Inove | Nilton Santos, Palmas |
| 17:00 (UTC-3)          | Gol marcado · Gol marcado · Gol marcado · Gol marcado · Gol marcado |       |       |                       |

| 19 de setembro de 2009 | São José                   | 3 – 1 | Juventude | Nilton Santos, Palmas |
| 16:00 (UTC-3)          | Miltinho · Raylon · Israel |       | Júnior    |                       |

| 20 de setembro de 2009 | Inove | 0 – 3 | Interporto        | Nilton Santos, Palmas |
| 09:30 (UTC-3)          |       |       | Alexandre · Ramón |                       |

| 26 de setembro de 2009 | Interporto     | 2 – 2 | São José         | General Sampaio, Porto Nacional                                                      |
| 16:00 (UTC-3)          | Rubsen · Ramón |       | Raylon · Juliano | Árbitro: Adriano Carvalho Auxiliares: João Carlos Glória e Antônio Francisco Parreão |

| 26 de setembro de 2009 | Inove                 | 2 – 2 | Aureny III               | Nilton Santos, Palmas                                                   |
| 17:00 (UTC-3)          | Ênio 17' · Marlos 71' |       | Charles 56' · Samuel 58' | Árbitro: Carlos Cofacci Auxiliares: Francisco Casimiro e Jhony Ferreira |

| 3 de outubro de 2009 | Aureny III | 0 – 2 | Interporto              | Nilton Santos, Palmas |
| 16:00 (UTC-3)        |            |       | Ivo 61' · Wesnalton 79' |                       |

| 12 de setembro de 2009 | Juventude  | 1 – 1 | Inove     | Dr. Magalhães, Dianópolis |
| 16:00 (UTC-3)          | Moisés 85' |       | Saulo 87' |                           |

### Classificação
| Classificação - Primeira Fase (Grupo A)                                                                                     | Classificação - Primeira Fase (Grupo A) | Classificação - Primeira Fase (Grupo A) | Classificação - Primeira Fase (Grupo A) | Classificação - Primeira Fase (Grupo A) | Classificação - Primeira Fase (Grupo A) | Classificação - Primeira Fase (Grupo A) | Classificação - Primeira Fase (Grupo A) | Classificação - Primeira Fase (Grupo A) | Classificação - Primeira Fase (Grupo A) |
| Time | Time                                    | PG                                      | J                                       | V                                       | E                                       | D                                       | GP                                      | GC                                      | SG                                      |
| --- | --------------------------------------- | --------------------------------------- | --------------------------------------- | --------------------------------------- | --------------------------------------- | --------------------------------------- | --------------------------------------- | --------------------------------------- | --------------------------------------- |
| 1 | Interporto                              | 10                                      | 4                                       | 3                                       | 1                                       | 0                                       | 8                                       | 2                                       | 6                                       |
| 2 | São José                                | 8                                       | 4                                       | 2                                       | 2                                       | 0                                       | 11                                      | 4                                       | 7                                       |
| 3 | Juventude                               | 4                                       | 4                                       | 1                                       | 1                                       | 2                                       | 5                                       | 5                                       | 0                                       |
| 4 | Aureny III                              | 2                                       | 4                                       | 0                                       | 2                                       | 2                                       | 3                                       | 8                                       | -5                                      |
| 5 | Inove                                   | 2                                       | 4                                       | 0                                       | 2                                       | 2                                       | 3                                       | 11                                      | -8                                      |
| PG - pontos ganhos; J - jogos; V - vitórias; E - empates; D - derrotas; GP - gols pró; GC - gols contra; SG - saldo de gols |                                         |                                         |                                         |                                         |                                         |                                         |                                         |                                         |                                         |

|  |                                  |
|  | Classificados para a Fase final. |

Grupo B
| 5 de setembro de 2009 | Guaraí                                                | 4 – 2 | Atlético Cerrado          | Delfinão, Guaraí                                                       |
| 16:00 (UTC-3)         | Gol marcado · Gol marcado · Gol marcado · Gol marcado |       | Gol marcado · Gol marcado | Árbitro: Mariano Soares Costa Auxiliares: Weudes Rocha e Kálio Barbosa |

| 5 de setembro de 2009 | Rio Sono    | 1 – 2 | Colinas                   | Castanheirão, Miracema do Tocantins                                               |
| 17:00 (UTC-3)         | Gol marcado |       | Gol marcado · Gol marcado | Árbitro: Luís Carlos Bernardino Auxiliares: Paulo Cesar Dourado e Gilvaneis Pires |

| 12 de setembro de 2009 | Atlético Cerrado          | 2 – 2 | União Araguainense        | Pereirão, Paraíso do Tocantins |
| 17:00 (UTC-3)          | Gol marcado · Gol marcado |       | Gol marcado · Gol marcado |                                |

| 12 de setembro de 2009 | Colinas     | 1 – 3 | Guaraí                                  | Bigodão, Colinas do Tocantins |
| 17:00 (UTC-3)          | Gol marcado |       | Gol marcado · Gol marcado · Gol marcado |                               |

| 19 de setembro de 2009 | Guaraí | 1 – 0 | Rio Sono | Delfinão, Guaraí |
| 16:00 (UTC-3)          | Cássio |       |          |                  |

| 19 de setembro de 2009 | União Araguainense | 2 – 1 | Colinas | Mirandão, Araguaína |
| 17:00 (UTC-3)          | Adson · André      |       | Alisson |                     |

| 26 de setembro de 2009 | Colinas | 0 – 0 | Atlético Cerrado | Bigodão, Colinas do Tocantins                                           |
| 17:00 (UTC-3)          |         |       |                  | Árbitro: Edimilson Pereira Auxiliares: Francisco Alves e Luziano Soares |

| 26 de setembro de 2009 | Rio Sono    | 1 – 1 | União Araguainense | Castanheirão, Miracema do Tocantins                                               |
| 17:00 (UTC-3)          | Gol marcado |       | Gol marcado        | Árbitro: Antônio Jorge de Abreu Auxiliares: Gilvaneis Pires e Paulo César Dourado |

| 3 de outubro de 2009 | Atlético Cerrado | 1 – 0 | Rio Sono | Pereirão, Paraíso do Tocantins |
| 17:00 (UTC-3)        | Gol marcado      |       |          |                                |

| 3 de outubro de 2009 | União Araguainense                        | 3 – 3 | Guaraí                             | Mirandão, Araguaína |
| 17:00 (UTC-3)        | Bruno 20' · Geovane 42' · Izânio 83' (GC) |       | Gean 14' · Jocion 53' · Thales 91' |                     |

| Classificação - Primeira Fase (Grupo B)                                                                                     | Classificação - Primeira Fase (Grupo B) | Classificação - Primeira Fase (Grupo B) | Classificação - Primeira Fase (Grupo B) | Classificação - Primeira Fase (Grupo B) | Classificação - Primeira Fase (Grupo B) | Classificação - Primeira Fase (Grupo B) | Classificação - Primeira Fase (Grupo B) | Classificação - Primeira Fase (Grupo B) | Classificação - Primeira Fase (Grupo B) |
| Time | Time                                    | PG                                      | J                                       | V                                       | E                                       | D                                       | GP                                      | GC                                      | SG                                      |
| --- | --------------------------------------- | --------------------------------------- | --------------------------------------- | --------------------------------------- | --------------------------------------- | --------------------------------------- | --------------------------------------- | --------------------------------------- | --------------------------------------- |
| 1 | Guaraí                                  | 10                                      | 4                                       | 3                                       | 1                                       | 0                                       | 11                                      | 6                                       | 5                                       |
| 2 | União Araguainense                      | 6                                       | 4                                       | 1                                       | 3                                       | 0                                       | 8                                       | 7                                       | 1                                       |
| 3 | Atlético Cerrado                        | 5                                       | 4                                       | 1                                       | 2                                       | 1                                       | 5                                       | 6                                       | -1                                      |
| 4 | Colinas                                 | 4                                       | 4                                       | 1                                       | 1                                       | 2                                       | 4                                       | 6                                       | -2                                      |
| 5 | Rio Sono                                | 1                                       | 4                                       | 0                                       | 1                                       | 3                                       | 2                                       | 5                                       | -3                                      |
| PG - pontos ganhos; J - jogos; V - vitórias; E - empates; D - derrotas; GP - gols pró; GC - gols contra; SG - saldo de gols |                                         |                                         |                                         |                                         |                                         |                                         |                                         |                                         |                                         |

|  |                                  |
|  | Classificados para a Fase final. |

## Fase final
Em itálico, os times que possuem o mando de campo no primeiro jogo do confronto e em negrito os times classificados.
|  | Quartas de final       | Quartas de final   | Quartas de final   | Quartas de final   |       |                  | Semifinais         | Semifinais         | Semifinais         | Semifinais         |  |          | Final              | Final              | Final              | Final              |  |  |
|  | 10 a 17 de outubro     | 10 a 17 de outubro | 10 a 17 de outubro | 10 a 17 de outubro |       |                  | 24 a 31 de outubro | 24 a 31 de outubro | 24 a 31 de outubro | 24 a 31 de outubro |  |          | 7 e 14 de novembro | 7 e 14 de novembro | 7 e 14 de novembro | 7 e 14 de novembro |  |  |
|  |                        |                    |                    |                    |       |                  |                    |                    |                    |                    |  |          |                    |                    |                    |                    |  |  |
|  | Juventude              | 2                  | 1                  | 3                  |       |                  |                    |                    |                    |                    |  |          |                    |                    |                    |                    |  |  |
|  | São José               | 2                  | 6                  | 8                  |       |                  |                    |                    |                    |                    |  |          |                    |                    |                    |                    |  |  |
|  | São José               | 2                  | 6                  | 8                  |       | São José         | 2                  | 5                  | 7                  |                    |  |          |                    |                    |                    |                    |  |  |
|  |                        |                    |                    |                    |       | São José         | 2                  | 5                  | 7                  |                    |  |          |                    |                    |                    |                    |  |  |
|  |                        | Guaraí             | 2                  | 2                  | 4     |                  |                    |                    |                    |                    |  |          |                    |                    |                    |                    |  |  |
|  | Colinas                | Guaraí             | 2                  | 2                  | 4     | 3                | 2                  | 5                  |                    |                    |  |          |                    |                    |                    |                    |  |  |
|  | Colinas                |                    |                    |                    |       | 3                | 2                  | 5                  |                    |                    |  |          |                    |                    |                    |                    |  |  |
|  | Guaraí                 | 2                  | 7                  | 9                  |       |                  |                    |                    |                    |                    |  |          |                    |                    |                    |                    |  |  |
|  | Guaraí                 | 2                  | 7                  | 9                  |       |                  |                    |                    |                    |                    |  | São José | 2                  | 0                  | 2 (5)              |                    |  |  |
|  |                        |                    |                    |                    |       |                  |                    |                    |                    |                    |  | São José | 2                  | 0                  | 2 (5)              |                    |  |  |
|  |                        | Interporto (pen)   | 1                  | 1                  | 2 (6) |                  |                    |                    |                    |                    |  |          |                    |                    |                    |                    |  |  |
|  | Atlético Cerrado (pen) | Interporto (pen)   | 1                  | 1                  | 2 (6) | 1                | 0                  | 1 (4)              |                    |                    |  |          |                    |                    |                    |                    |  |  |
|  | Atlético Cerrado (pen) |                    |                    |                    |       | 1                | 0                  | 1 (4)              |                    |                    |  |          |                    |                    |                    |                    |  |  |
|  | União Araguainense     | 0                  | 1                  | 1 (2)              |       |                  |                    |                    |                    |                    |  |          |                    |                    |                    |                    |  |  |
|  | União Araguainense     | 0                  | 1                  | 1 (2)              |       | Atlético Cerrado | 1                  | 1                  | 2                  |                    |  |          |                    |                    |                    |                    |  |  |
|  |                        |                    |                    |                    |       | Atlético Cerrado | 1                  | 1                  | 2                  |                    |  |          |                    |                    |                    |                    |  |  |
|  |                        | Interporto         | 1                  | 3                  | 4     |                  |                    |                    |                    |                    |  |          |                    |                    |                    |                    |  |  |
|  | Aureny III             | Interporto         | 1                  | 3                  | 4     | 0                | 0                  | 0                  |                    |                    |  |          |                    |                    |                    |                    |  |  |
|  | Aureny III             |                    |                    |                    |       | 0                | 0                  | 0                  |                    |                    |  |          |                    |                    |                    |                    |  |  |
|  | Interporto             | 2                  | 2                  | 4                  |       |                  |                    |                    |                    |                    |  |          |                    |                    |                    |                    |  |  |

### Quartas de Final
Jogos de ida
| 10 de outubro de 2009 | Colinas                                 | 3 – 2 | Guaraí                    | Bigodão, Colinas do Tocantins |
| 15:30 (UTC-3)         | Gol marcado · Gol marcado · Gol marcado |       | Gol marcado · Gol marcado |                               |

| 10 de outubro de 2009 | Juventude                 | 2 – 2 | São José                  | Dr. Magalhães, Dianópolis |
| 15:30 (UTC-3)         | Gol marcado · Gol marcado |       | Gol marcado · Gol marcado |                           |

| 10 de outubro de 2009 | Aureny III | 0 – 2 | Interporto                | Nilton Santos, Palmas |
| 15:30 (UTC-3)         |            |       | Gol marcado · Gol marcado |                       |

| 11 de outubro de 2009 | Atlético Cerrado | 1 – 0 | União Araguainense | Pereirão, Paraíso do Tocantins |
| 15:30 (UTC-3)         | Vivaldo          |       |                    |                                |

Jogos de volta
| 17 de outubro de 2009 | Interporto                | 2 – 0 | Aureny III | General Sampaio, Porto Nacional |
| 15:30 (UTC-3)         | Gol marcado · Gol marcado |       |            |                                 |

| 17 de outubro de 2009 | São José                                                                          | 6 – 1 | Juventude   | Nilton Santos, Palmas |
| 15:30 (UTC-3)         | Gol marcado · Gol marcado · Gol marcado · Gol marcado · Gol marcado · Gol marcado |       | Gol marcado |                       |

| 17 de outubro de 2009 | Guaraí                                                                                          | 7 – 2 | Colinas                   | Delfinão, Guaraí |
| 15:30 (UTC-3)         | Gol marcado · Gol marcado · Gol marcado · Gol marcado · Gol marcado · Gol marcado · Gol marcado |       | Gol marcado · Gol marcado |                  |

| 17 de outubro de 2009 | União Araguainense | 1(2) – 0(4) | Atlético Cerrado | Mirandão, Araguaína |
| 15:30 (UTC-3)         | Gol marcado        |             |                  |                     |

|   |     | Penalidades |  |
| : | 2–4 | :           |  |

### Semifinais
Jogos de ida
| 24 de outubro de 2009 | São José                  | 2 – 2 | Guaraí                    | Nilton Santos, Palmas |
| 15:30 (UTC-3)         | Gol marcado · Gol marcado |       | Gol marcado · Gol marcado |                       |

| 24 de outubro de 2009 | Atlético Cerrado | 1 – 1 | Interporto  | Pereirão, Paraíso do Tocantins |
| 15:30 (UTC-3)         | Gol marcado      |       | Gol marcado |                                |

Jogos de volta
| 31 de outubro de 2009 | Guaraí                    | 2 – 5 | São José                                                            | Delfinão, Guaraí |
| 15:30 (UTC-3)         | Gol marcado · Gol marcado |       | Gol marcado · Gol marcado · Gol marcado · Gol marcado · Gol marcado |                  |

| 31 de outubro de 2009 | Interporto                              | 3 – 1 | Atlético Cerrado | General Sampaio, Porto Nacional |
| 15:30 (UTC-3)         | Gol marcado · Gol marcado · Gol marcado |       | Gol marcado      |                                 |

### Finais
1° jogo
| 7 de novembro de 2009 | São José                        | 2 – 1 | Interporto | Nilton Santos, Palmas                 |
| 15:30 (UTC-3)         | Marraquete 56' (GC) · Renan 80' |       | Rubsen 47' | Público: 551 Árbitro: Francisco Leone |

|  | São José | Interporto |

| SÃO JOSÉ:     |  |          |                               |    |
|               |  |          |                               |    |
| G             |  | Pavão    |                               |    |
| LD            |  | Leysllan |                               |    |
| Z             |  | Valença  |                               |    |
| Z             |  | Martony  |                               |    |
| LE            |  | Renan    |                               |    |
| V             |  | James    |                               |    |
| V             |  | Doriva   |                               |    |
| M             |  | Dudu     | Penalizado com cartão amarelo |    |
| M             |  | Israel   |                               |    |
| A             |  | Niltinho |                               | a' |
| A             |  | Wesley   | Penalizado com cartão amarelo | b' |
| Substituição: |  |          |                               |    |
|               |  | Evandro  | Penalizado com cartão amarelo | a' |
|               |  | Raylon   |                               | b' |
| Treinador:    |  |          |                               |    |
| Tomaz Abreu   |  |          |                               |    |

| INTERPORTO:   |  |               |                               |    |
|               |  |               |                               |    |
| G             |  | Handerson     |                               |    |
| LD            |  | Rafael Lima   |                               |    |
| Z             |  | Luciano       |                               |    |
| Z             |  | Marraquete    |                               |    |
| LE            |  | Simar         |                               |    |
| V             |  | Paulo Roberto | Penalizado com cartão amarelo |    |
| V             |  | Adenísio      |                               |    |
| M             |  | Wesnalton     | Penalizado com cartão amarelo |    |
| M             |  | Ivo           |                               | a' |
| A             |  | Rubsen        |                               |    |
| A             |  | Ramón         |                               | b' |
| Substituição: |  |               |                               |    |
|               |  | Ithalo        |                               | a' |
|               |  | Alexandre     |                               | b' |
| Treinador:    |  |               |                               |    |
| Jonair Lopes  |  |               |                               |    |

2° jogo
| 14 de novembro de 2009 | Interporto | 1(6) – 0(5) | São José | General Sampaio, Porto Nacional          |
| 15:30 (UTC-3)          | Ivo 32'    | Relatório   |          | Público: 1,527 Árbitro: Adriano Carvalho |

|                                                                           |     | Penalidades                                                     |  |
| Rubsen: Wesnalton: Ramón: Ithalo: Marraquete: Rafael Lima: Paulo Roberto: | 6–5 | Juliano: Valência: Martony: Leysllan: Niltinho: Doriva: Wesley: |  |

|  | Interporto | São José |

| INTERPORTO:   |  |               |  |    |
|               |  |               |  |    |
| G             |  | Handerson     |  |    |
| LD            |  | Rafael Lima   |  |    |
| Z             |  | Luciano       |  |    |
| Z             |  | Marraquete    |  |    |
| LE            |  | Simar         |  | a' |
| V             |  | Paulo Roberto |  |    |
| V             |  | Adenísio      |  |    |
| M             |  | Wesnalton     |  |    |
| M             |  | Ivo           |  | b' |
| A             |  | Rubsen        |  |    |
| A             |  | Alexandre     |  |    |
| Substituição: |  |               |  |    |
|               |  | Ithalo        |  | a' |
|               |  | Ramón         |  | b' |
| Treinador:    |  |               |  |    |
| Jonair Lopes  |  |               |  |    |

| SÃO JOSÉ:     |  |          |                               |    |
|               |  |          |                               |    |
| G             |  | Pavão    |                               |    |
| LD            |  | Leysllan |                               |    |
| Z             |  | Valença  |                               |    |
| Z             |  | Martony  |                               |    |
| LE            |  | Renan    |                               |    |
| V             |  | James    |                               |    |
| V             |  | Doriva   |                               |    |
| M             |  | Wesley   |                               |    |
| M             |  | Israel   |                               | a' |
| A             |  | Niltinho |                               |    |
| A             |  | Raylon   |                               | b' |
| Substituição: |  |          |                               |    |
|               |  | Juliano  | Penalizado com cartão amarelo | a' |
|               |  | Chupinha |                               | b' |
| Treinador:    |  |          |                               |    |
| Tomaz Abreu   |  |          |                               |    |

## Premiação
| Tocantinense - Segunda Divisão 2009 |
| ----------------------------------- |
| Interporto Campeão (1º título)      |